# Campanula portenschlagiana
Campanula portenschlagiana Schult., 1819 è una pianta erbacea, perenne appartenente alla famiglia delle Campanulacee.

## Etimologia
L'etimologia del nome del genere, campanula, deriva dalla forma a campana del fiore. L'epiteto specifico, portenschlagiana, è stato scelto in onore del botanico austriaco  Franz von Portenschlag-Ledermayer (1772-1822).

## Descrizione
È una pianta molto rustica, sempreverde. In estate si ricopre di fiori viola intenso, dalla tipica forma a campanula. Si sviluppa in cuscino di una decina di centimetri in altezza e di circa mezzo metro in larghezza.

## Distribuzione e habitat
Pianta originaria dell'area balcanica, in particolare della Dalmazia.

## Usi
Grazie alla fioritura abbondante e alla capacità di adattarsi a terreni molto poveri (e molto drenanti) è molto apprezzata come ornamentale nei giardini rocciosi.